# Orchesterwart
Der Orchesterwart führt Auf-, Um-, Abbau- und Transportarbeiten für Orchester aus. Sie transportieren z. B. Stühle und Notenständer sowie Musikinstrumente zwischen Probenräumen und Spielorten hin und her und stellen sie in der vorgegebenen Ordnung auf. Er sorgt auch dafür, dass Ausstattungsgegenstände sowie Noten stets in gutem Zustand sind und führt ggf. kleinere Ausbesserungs- bzw. Reparaturarbeiten durch. Auch die notwendigen Umbauten während einer Vorstellung, eines Konzertes gehört zu seinen Aufgaben. Er erarbeitet die Bühnenanweisungen für den Ablauf für Konzertsäle und Veranstalter. 
Orchesterwarte arbeiten an Opernhäusern, Musiktheatern, für Philharmonie- und Symphonieorchester und für Rundfunkorchester und Chöre. Sie können auch freiberuflich tätig sein, oder sind mit firmeneigener Ausbildung für kurzzeitige Orchestertourneen oder Gastspielreisen gegen Entgelt buchbar.

## Zugang
Eine rechtlich geregelte Ausbildung zum Beruf des Orchesterwarts gibt es in Europa nicht. In der Regel sind Orchesterwarte Quereinsteiger aus anderen Berufen. Für die Tätigkeit des Orchesterwarts sind Kenntnisse des Orchesterbetriebs, musikalisches Wissen, handwerkliches Geschick und EDV-technische, sowie Sprachkenntnisse erforderlich.